# Football Club Honka Naiset
El Football Club Honka Naiset es un equipo de fútbol femenino de Finlandia. Fundado en 1975 es la sección femenina del FC Honka Espoo y compite en la Kansallinen Liiga, primera división del país.
Logró llegar a la primera división en 2002 y ganó tres títulos consecutivos en 2006, 2007 y 2008. En 2017 logró un nuevo título de liga.

## Palmarés
| Competición nacional             | Títulos                | Subcampeonatos |
| -------------------------------- | ---------------------- | -------------- |
| Primera División (4/?)           | 2006, 2007, 2008, 2017 |                |
| Copa de Finlandia Femenina (3/1) | 2009, 2014, 2015       | 2016           |